# Протекторат Южной Аравии
Протектора́т Ю́жной Ара́вии (англ. Protectorate of South Arabia, араб. محمية الجنوب العربي‎) — протекторат Великобритании, просуществовавший с 18 января 1963 года до 30 ноября 1967 года. В его состав входили султанаты и эмираты, имевшие договор о защите с Великобританией.

## Состав
Протекторат был создан 18 января 1963 года из султанатов протектората Аден, которые не вошли в Федерацию Южной Аравии. Протекторат Южной Аравии состоял из султанатов Катири, Махра, Куайти и Вахиди Бир Али, располагавшихся в исторической области Хадрамаут, и султаната Верхняя Яфа, который был частью Западного протектората Аден.

## История
1963 год.
- 18 января 1963 года — создан Протекторат Южной Аравии.
- 13 апреля — принята временная конституция Йеменской Арабской Республики[1].
- 26 апреля — в Йеменской Арабской Республике президентским декретом создан Центральный совет по делам племён, племенным шейхам переданы права местного самоуправления и сбора налогов, членам провинциальных советов шейхов были установлены государственные оклады[1].
- 30 апреля — Египет и Саудовская Аравия подписали соглашение о разделении сил в Северном Йемене и прекращении военных действий[2].
- 20 мая — президент Египта Гамаль Абдель Насер выступил с речью, в которой заявил о единстве революционного движения в арабском мире, и о том, что египетский экспедиционный корпус в Северном Йемене защищает йеменскую революцию и право Йемена на самоопределение[3].
- 26 мая — президент Йеменской Арабской Республики маршал Абдалла ас-Салляль подписал декрет, которым дал себе право объявлять в стране чрезвычайное положение[4].
- 1 июня — на всей территории Йеменской Арабской Республики введено чрезвычайное положение[5].
- 2 сентября — в Амране собралась конференция из 500 шейхов племён Северного Йемена, мусульманских богословов и представителей властей Йеменской Арабской Республики по вопросу о будущем страны. Конференция высказалась за сохранение республиканского режима[6].
- 16 сентября — В Йеменской Арабской Республике в соответствии с решениями Амранской конференции издан указ о создании племенного ополчения[7].
- 14 октября — шейх Раджих бен Галеб Лабуза поднимает антибританское восстание йеменских племён в горах Радфана (Федерация Южной Аравии). Восстание было поддержано недавно созданным Национальным фронтом оккупированного юга Йемена[8], а начавшаяся война за освобождение Южного Йемена от власти Великобритании получила позднее название «Революции 14 октября»[9].
- 11 декабря — Генеральная Ассамблея ООН по инициативе СССР и ряда других стран приняла резолюцию № 1949 по Адену и британским протекторатам, признававшую право населения Южного Йемена на свободу и независимость и осуждавшую репрессии британских властей Адена в отношении арабов[10].

1964 год.
- 4 января — президент Йеменской Арабской Республики Абдалла ас-Салляль вернулся из Каира в Сану в сопровождении египетских руководителей, маршалов Абдель Хакима Амера и Анвара Садата[11].
- 8 января — президент Йеменской Арабской Республики маршал Абдалла ас-Салляль издал декрет «Об организации власти в ЙАР», выполнявший роль временной конституции[11].
- 13 января — король Саудовской Аравии Сауд ибн Абдель Азиз ас-Сауд, несмотря на противоречия с Египтом и с республиканским режимом в Северном Йемене, прибыл в Каир на совещание глав арабских стран[3].
- 16 января — Иордания признала республиканский режим в Северном Йемене после встречи президента ЙАР Абдаллы ас-Салляля и короля Иордании Хусейна в Каире[3].
- 10 февраля — премьер-министром Йеменской Арабской Республики назначен Хасан аль-Амри, сменивший Абдуллы Рахмана аль-Арьяни.
- 21 марта — подписан договор О дружбе между СССР и Йеменской Арабской Республикой[12].
- 24 апреля — находившийся в Йемене президент Египта Гамаль Абдель Насер впервые заявил, что будет всячески поддерживать антибританское движение в Адене[13].
- 27 апреля — принята постоянная конституция Йеменской Арабской Республики[13].
- 29 апреля — премьер-министром Йеменской Арабской Республики назначен посол в ОАР Хамуд аль-Джейфи[14][15].
- 5 июня — в резиденции Лиги арабских государств в Каире состоялось совещание оппозиционных организаций Южного Йемена по вопросам организационного единства антибританских сил[16].
- 30 июня — оппозиционные организации Южного Йемена опубликовали совместную декларацию, в которой подтвердили намерение объединить свои усилия в борьбе с британскими властями[16].
- 1 октября — создана Организация освобождения оккупированного юга Йемена[17].
- 7 ноября — президент Йеменской Арабской Республики Абдалла ас-Салляль объявил о прекращении военных действий против монархистов в ночь на 8 ноября в соответствии с Эрквитскими соглашениями. Однако гражданская война не прекратилась[5].
- 2 декабря — заместители премьер-министра Йеменской Арабской Республики Мухаммед Махмуд аз-Зубейри и Абдуррахман аль-Арьяни и председатель Консультативного совета ЙАР Ахмед Мухаммед Нуман подали в отставку, обвинив президента ас-Салляля в превышении полномочий. В стране начался правительственный кризис[18].

1965 год.
- 11 марта — в Каире в штаб-квартире Лиги арабских государств состоялось совещание политических организаций Южного Йемена, безуспешно попытавшихся договориться о единстве действий[17].
- 1 апреля — в районе Барат во время посещения племён убит северойеменский аз-Зубейри, пытавшийся прекратить гражданскую войну между республиканцами и монархистами путём объединения нации на почве ислама[19].
- 21 апреля — на следующий день после отставки правительства Йеменской Арабской Республики во главе с Хасаном аль-Амри Нуман, сторонник убитого аз-Зубейри, сформировал новый кабинет и выступил с правительственной программой[19].
- 2 мая — в Хамере (Йеменская Арабская Республика) открылась общенациональная конференция с участием представителей республиканского режима и монархической оппозиции. Хамерская конференция выразила доверие новому правительству страны, высказалась за создание национальной армии, вывод египетских войск и введение консервативной конституции аз-Зубейри[19].
- 22 июня — в городе Джибла (Йеменская Арабская Республика) открылся I съезд Национального фронта освобождения оккупированного юга Йемена. В ходе трёх дней работы съезд принял Национальную хартию, провозгласившую отказ от капиталистического пути развития Южного Йемена[20].
- 13 июля — обнародована Национальная хартия Йеменской Арабской Республики, подтвердившая незыблемость республиканского строя и союз с Египтом[21].
- 20 июля — сформировано правительство Йеменской Арабской Республики во главе с Хасаном аль-Амри[21].
- 10 августа — в городе Таиф (Саудовская Аравия) политики Северного Йемена и монархисты подписали пакт, провозгласивший создание «Йеменского исламского государства». Пакт предусматривал проведение плебисцита по будущему государственному устройству страны после вывода египетских войск и прекращения гражданской войны[22].
- 24 августа — президент Египта Гамаль Абдель Насер и король Саудовской Аравии Фейсал ибн Абдель Азиз ас-Сауд подписали в Джидде соглашение по йеменскому вопросу. Предусматривалось проведение в Йеменской Арабской Республике плебисцита по будущему государственному устройству не позднее 23 ноября 1966 года и эвакуация египетских войск из Северного Йемена[22].
- 25 сентября — британский верховный комиссар отменил действие конституции колонии Аден и отправил в отставку местное правительство во главе с Абделем Кави Макави[23].
- 2 октября — в Адене, Лахдже и других городах Южного Йемена по призыву Национального фронта освобождения оккупированного юга Йемена прошли забастовки и демонстрации[24].
- 18 октября — лидер Национального фронта освобождения оккупированного юга Йемена Кахтан аш-Шааби выступил в Четвёртом комитете ООН и потребовал немедленного вывода британских войск из южного Йемена[25].
- 2 ноября — отложена на неопределённый срок Вторая конференция глав государств и правительств стран Азии и Африки в Алжире, которую называли «вторым Бандунгом».
- 5 ноября — Генеральная Ассамблея ООН приняла резолюцию № 2023 по Южному Йемену, признававшую единство Адена, Восточного и Западного протекторатов и требовавшую вывода британских войск со всех южнойеменских территорий[25].
- 23 ноября — началась эвакуация египетского экспедиционного корпуса из Северного Йемена[22]. В тот же день открылась Харадская конференция по национальному примирению, так и не вынесшая решений после месяца работы[26].

1966 год.
- 13 января — в Таизе (Йеменская Арабская Республика) подписано соглашение о слиянии Национального фронта освобождения оккупированного юга Йемена (НФООЮЙ) и Организации освобождения оккупированного юга Йемена во Фронт освобождения оккупированного юга Йемена (ФЛОСИ) во главе с Абделем Кави Макави[27]. На следующий день генеральный секретарь НФООЮЙ Кахтан аш-Шааби объявил это соглашение недействительным, а действия подписавшего соглашение Али Салями — самовольными[28].
- 7 июля — в городе Джибла (Йеменская Арабская Республика) открылся II съезд Национального фронта освобождения оккупированного юга Йемена, провозгласивший НФООЮЙ единственной политической организацией, представляющей интересы народа Южного Йемена[29].
- 12 августа — отставка правительства Йеменской Арабской Республики во главе с Хасаном аль-Амри[21].
- 18 сентября — президент Йеменской Арабской Республики маршал Абдалла ас-Салляль лично возглавил правительство после отставки кабинета Хасана аль-Амри в августе, укрепив в нём позиции радикальных республиканцев и сократив представительство племенной знати[30].
- 26 сентября — в Йеменской Арабской Республике произошло вооружённое столкновение между войсками египетского экспедиционного корпуса и местными националистами. После этого ЙАР потребовала «полной независимости», вывода египетских войск и снятия Анвара Садата с поста личного представителя Насера в Северном Йемене[31].
- 14 октября — массовые антибританские демонстрации в Адене по призыву Национального фронта освобождения оккупированного юга Йемена[32].
- 29 ноября — в деревне Хамр (Йеменская Арабская Республика) открылся III съезд Национального фронта освобождения оккупированного юга Йемена, провозгласивший отказ от союза с Фронтом освобождения оккупированного юга Йемена (ФЛОСИ) и продолжение самостоятельной вооружённой борьбы с британским протекторатом[33].
- 12 декабря — Национальный фронт освобождения оккупированного юга Йемена официально объявил о выходе из состава Фронта освобождения оккупированного юга Йемена (ФЛОСИ)[33].
- 14 декабря — президент Йеменской Арабской Республики маршал Абдалла ас-Салляль на митинге в Сане объявил о создании правящей партии — Народного революционного союза[34].

1967 год.
- 2 апреля — в Аден прибыла специальная миссия ООН для контроля над выполнением резолюции Генеральной Ассамблеи ООН от 12 января 1966 года. Миссия провалилась, так как Национальный фронт отказался вести переговоры и продолжил вооружённую борьбу[35].
- 20 мая — в Аден прибыл новый верховный комиссар Великобритании Хэмфри Тревельян, с задачами подготовить мирную эвакуацию британских войск из Южного Йемена и передачу власти арабскому освободительному движению[35].
- 19 июня — министр иностранных дел Великобритании заявил, что Южный Йемен получит независимость к 9 января 1968 года[36].
- 20 июня — арабские повстанцы в Адене убили 22 британских солдата, захватив Кратер, один из районов Адена[37].
- 22 июня — в Южном Йемене партизаны Национального фронта захватили район Эд-Дали и арестовали местного эмира[38].
- 23 июня — в Гласборо (США) произошла первая встреча президента США Линдона Джонсона и Председателя Совета министров СССР А. Н. Косыгина по ближневосточному вопросу. Вторая встреча произошла там же 25 июня.
- 25 июня — в Южном Йемене партизаны Национального фронта захватили район Шуэйб и арестовали местного шейха вместе с семьёй[38].
- 3 июля — британские солдаты вошли в Кратер, захваченный арабскими повстанцами двумя неделями ранее, и восстановили контроль над ним[39].
- 10 августа — миссия ООН по Адену прибыла в Женеву и начала переговоры с рядом султанов и шейхов Южного Йемена. Национальный фронт освобождения оккупированного юга Йемена и другие южнойеменские организации осудили эти шаги миссии[37].
- 12 августа — в Южном Йемене партизаны Национального фронта захватили район Мафляхи и арестовали местного шейха[38].
- 13 августа — в Южном Йемене партизаны Национального фронта захватили районы Лахдж и Датина, местные правители скрылись[38].
- 27 августа — в Южном Йемене партизаны Национального фронта захватили район Авадиль[38].
- 28 августа — в Южном Йемене партизаны Национального фронта захватили районы Зинджибар и Нижняя Яфа[38].
- 31 августа — на встрече президента Египта Насера и короля Саудовской Аравии Фейсала в Хартуме достигнута договорённость о выводе египетской армии из Северного Йемена в обмен на прекращение помощи йеменским монархистам[40].
- 2 сентября — в Южном Йемене партизаны Национального фронта захватили районы Верхняя Яфа, Эль-Касири и Эль-Акраби. Исполком Национального фронта заявил, что является единственным претендентом на власть[38].
- 9 сентября — в Южном Йемене партизаны Национального фронта захватили район Нижний Авалик, убив местного наместника[38].
- 14 сентября — в Южном Йемене партизаны Национального фронта захватили султанат Эль-Махра и арестовали султана[38].
- 16 сентября — в Южном Йемене партизаны Национального фронта захватили султанат Эль-Куайти, султан отрёкся от престола[38].
- 2 октября — в Ходейде, куда из осаждённой монархистами Саны прибыли многие руководители Йеменской Арабской Республики, начались массовые демонстрации протеста[41].
- 27 октября — в Южном Йемене партизаны Национального фронта вступают в шейхство Верхний Авалик[38].
- 2 ноября — верховный комиссар Великобритании в Адене Хэмфри Тревельян заявил о переносе сроков предоставления независимости Южному Йемену на конец ноября 1967 года[42].
- 5 ноября — свергнут вылетевший с визитом в Ирак президент Йеменской Арабской Республики маршал Абдалла ас-Салляль. Объявлено, что он смещён со всех постов и лишён всех званий. К власти пришёл Республиканский совет, который возглавил Абдуррахман аль-Арьяни[43].
- 14 ноября — министр иностранных дел Великобритании Джордж Браун заявил, что Южный Йемен получит независимость 30 ноября[44].
- 22 ноября
  - В Женеве начались переговоры между британским министром по делам колоний лордом Шеклтоном и лидером Национального фронта Кахтаном аш-Шааби о предоставлении независимости Южному Йемену[44].
  - Резолюция Совета Безопасности ООН о политическом урегулировании на Ближнем Востоке[45].
- 26 ноября — провозглашена Народная Республика Южного Йемена.
- 29 ноября — в Южном Йемене силы пришедшего к власти Национального фронта взяли под контроль последний континентальный султанат — Верхний Авалик. На следующий день они высадились на острове Сокотра[38]. Последний британский солдат покинул Аден[46].
- 30 ноября — Протекторат Южной Аравии распался 30 ноября 1967 года, после чего последовало падение монархий в составлявших его султанатах. Территория протектората вошла в новую независимую Народную Республику Южного Йемена. Первым президентом Народной Республики Южного Йемена стал генеральный секретарь Национального фронта Кахтан аш-Шааби, который так же возглавил правительство. Распространено программное заявление Генерального руководства фронта, провозглашающее широкие социальные преобразования[47].